# Art Brooks
James Arthur „Art“ Brooks (* 1892 in Guelph, Ontario; † 29. März 1987) war ein kanadischer Eishockeytorwart, der während seiner aktiven Karriere zwischen 1906 und 1918 unter anderem für die Toronto Arenas in der National Hockey League spielte.

## Karriere
Brooks spielte zwischen 1906 und 1913 viele Jahre in der Ontario Hockey Association und Western Pennsylvania Hockey League. In der Saison 1916/17 stand der Torwart viermal für die Toronto Blueshirts in der National Hockey Association zwischen den Pfosten. Über einen Dispersal Draft gelangte Brooks dann zu den Canadiens de Montréal, für die er allerdings nie spielte. Stattdessen kehrte er zur Saison 1917/18 nach Toronto zurück, um dort für die Toronto Arenas in der neu gegründeten National Hockey League zu spielen. Er kam dort auf vier Einsätze und wurde jedoch bereits entlassen, als Hap Holmes verpflichtet wurde und seine Position übernahm. Demzufolge gehörte er nicht zum Team der Arenas, das am Ende der Spielzeit den Stanley Cup gewann. Im Anschluss beendete er seine Karriere.

## Erfolge und Auszeichnungen
- 1918 O’Brien-Trophy-Gewinn mit den Toronto Arenas